# پایرامیس
پایرامیس (انگلیسی: Pyramis) شرکت لوازم خانگی یونانی است، که در سال ۱۹۵۹ توسط الکساندروس واکاتسلوس تأسیس شد.